# محوطه تانس قلجه
محوطه تانس قلجه در شهرستان گنبد کاووس، بخش داشلی برون، روستای هوتن واقع شده و این اثر در تاریخ ۷ مرداد ۱۳۸۲ با شمارهٔ ثبت ۹۳۲۲ به‌عنوان یکی از آثار ملی ایران به ثبت رسیده است.